# Dolce Via
Ne doit pas être confondu avec Dolce vita.
La Dolce Via est un aménagement cyclable situé dans le département de l'Ardèche, en France. Il s'agit d'une véloroute de type voie douce de 91 km située dans la vallée de l'Eyrieux et accessible par la ViaRhôna.
Située à proximité de sites touristiques dans un cadre naturel préservé, sa fréquentation est en constante augmentation et atteint 70 000 cyclistes en 2022.
Construite sur une ancienne voie ferrée utilisée au début du XXe siècle (réseau du Vivarais), elle est inaugurée en 2018. Elle est nommée véloroute de l'année 2020 lors du salon spécialisé en cyclotourisme Fiets en Wandelbeurs.

## Histoire
La Dolce Via est construite sur le parcours d'une ancienne voie de chemin de fer reliant Lamastre à la vallée du Rhône, utilisée de 1891 à 1968 pour le transport de voyageurs et de marchandises par des locomotives à vapeur pour compenser le manque d'infrastructures routières,.
En 2001, il est prévu de remplacer cette voie ferrée par une voie douce. Les travaux débutent en 2006 sur le tronçon entre Saint-Laurent-du-Pape et Saint-Fortunat-sur-Eyrieux. Les autres tronçons sont réalisés progressivement les années suivantes. La Dolce Via est inaugurée en 2018,.
Aménagée et gérée par les communautés de communes Val'Eyrieux et du Pays de Lamastre ainsi que par la communauté d'agglomération Privas Centre Ardèche, sa construction est cofinancée par l'Union européenne (via le FEADER et le programme Ardèche³), l'État, la région Auvergne-Rhône-Alpes et le département de l'Ardèche.
Le 28 février 2020, la Dolce Via est nommée véloroute de l'année 2020 lors du salon spécialisé en cyclotourisme Fiets en Wandelbeurs à Utrecht aux Pays-Bas. Reconnue pour sa tranquillité et ses aménagements, elle est considérée comme un « exemple pour d'autres itinéraires en développement »,,.

## Itinéraire

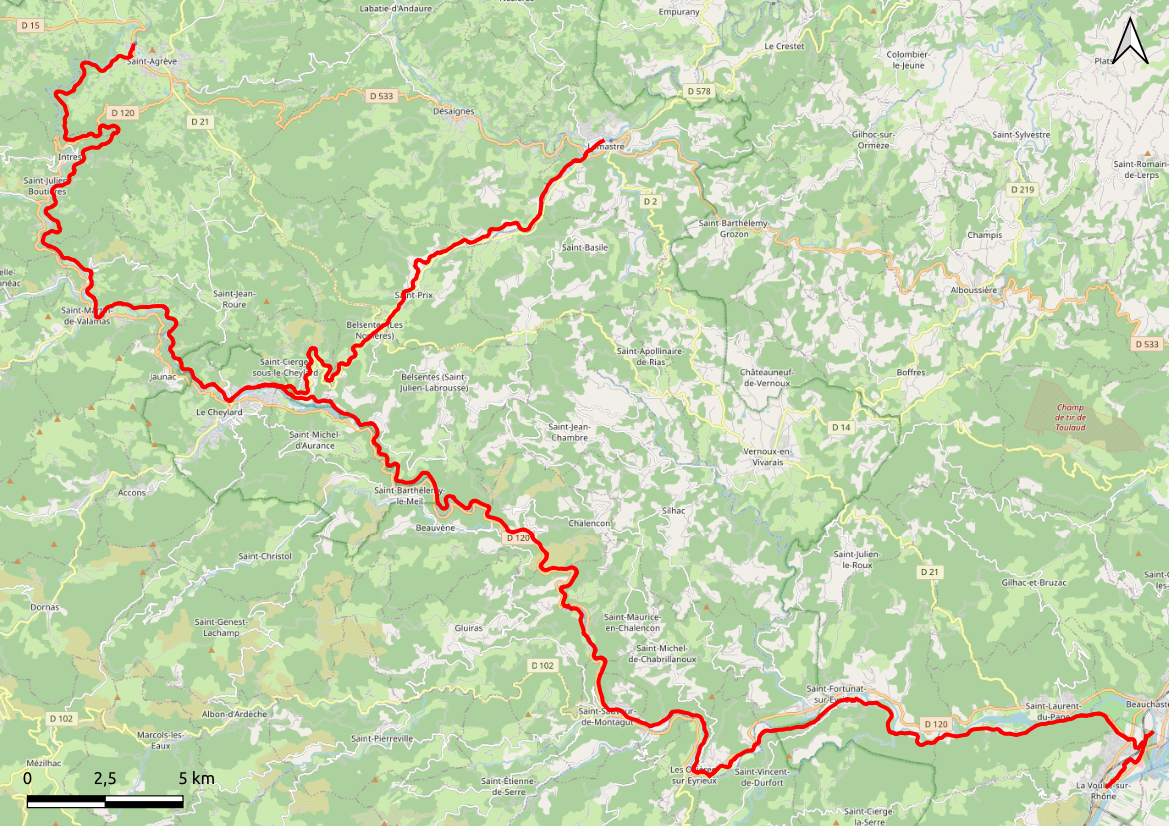
Tracé de la Dolce Via.

La Dolce Via est une véloroute de 91 km reliant La Voulte-sur-Rhône au Cheylard. De là, l'itinéraire se sépare en deux et rejoint, d'une part, Saint-Agrève et, d'autre part, Lamastre. Elle est accessible par la ViaRhôna à La Voulte-sur-Rhône, par la Via Fluvia grâce au train Velay Express à Saint-Agrève et par le train historique Mastrou à Lamastre. Elle est découpée en 7 parcours, :
1. La Voulte-sur-Rhône - Les Ollières-sur-Eyrieux (19,5 km)
2. Les Ollières-sur-Eyrieux - Pont de Chervil (14,5 km)
3. Pont de Chervil - Le Cheylard (13,5 km)
4. Le Cheylard - Saint-Martin-de-Valamas (7 km)
5. Saint-Martin-de-Valamas - Saint-Agrève (17 km)
6. Le Cheylard - Les Nonières (8 km)
7. Les Nonières - Lamastre (11,5 km)

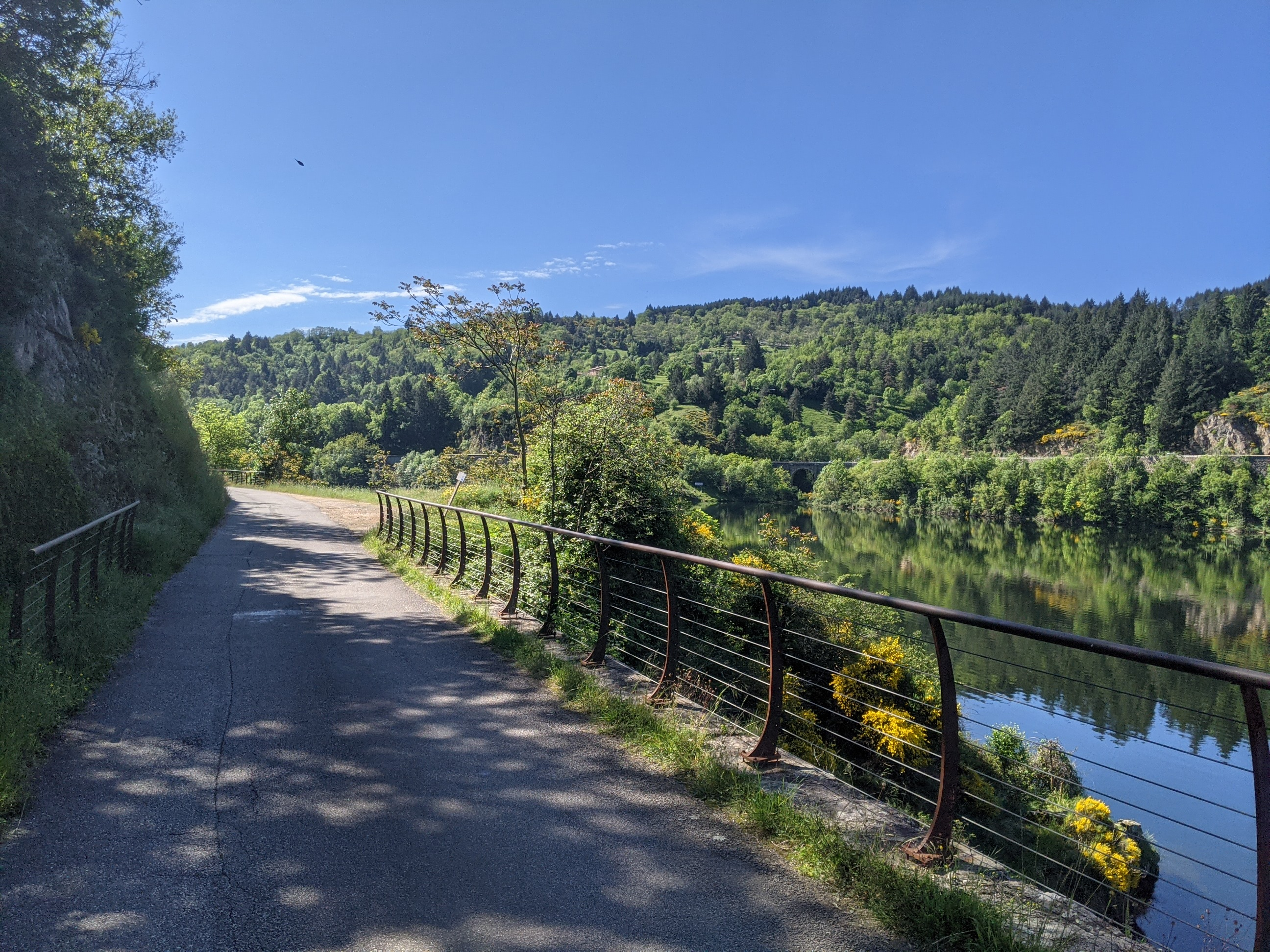
La Dolce Via le long de l'Eyrieux à Belsentes.

Bien que le dénivelé total avoisine les 1 000 m, la pente est progressive et l'itinéraire est adapté aux enfants. Le revêtement de la Dolce Via est principalement du sol souple de type gore, bien que certaines portions soient revêtues d'asphalte.

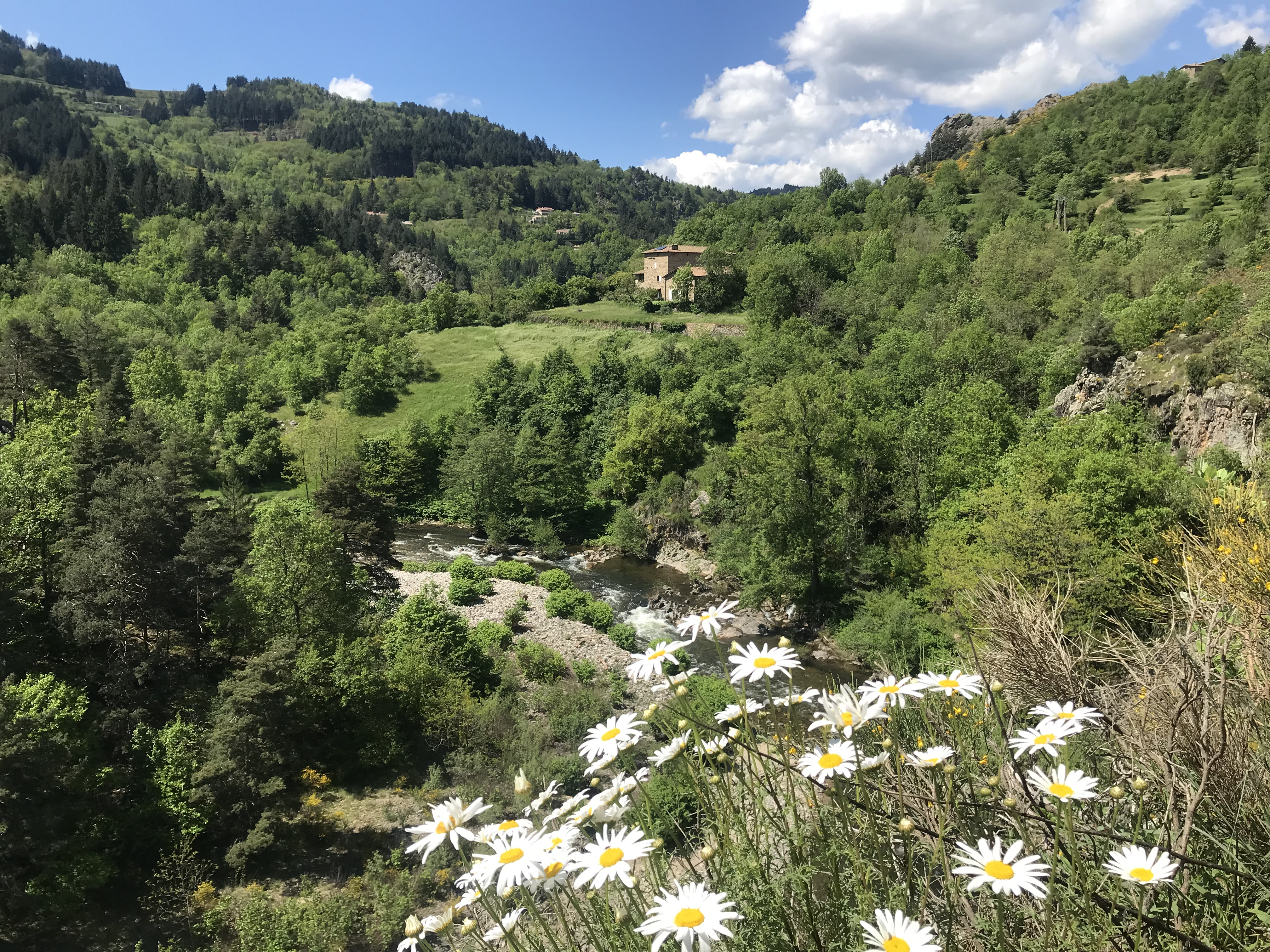
Paysage typique le long de la Dolce Via (ici à proximité du Cheylard).

La Dolce Via traverse des gorges, tunnels, viaducs, villages et collines au sein d'espaces naturels protégés,,.
Il s'agit d'une voie douce car la priorité y est donnée aux mobilités douces. Il ne s'agit pas d'une voie verte au sens du code de la route car elle dessert des habitations et entreprises et est donc accessible aux véhicules motorisés sur certaines portions.

## Tourisme
La Dolce Via est largement utilisée pour le tourisme. Elle est située à proximité de sites touristiques gastronomiques, d'aventures (comme Aquarock Aventure), culturels (comme la maison du bijou et le festival biennal du bijou) et naturels,,.
La fréquentation de la Dolce Via est en augmentation chaque année, passant de 4 000 passages en 2010, 50 000 en 2019 à 70 000 en 2022, dont 63 % sont des touristes.